# 251 Sophia
A 251 Sophia a Naprendszer kisbolygóövében található aszteroida. Johann Palisa fedezte fel 1885. október 4-én.